# Otto Buchberger
Otto Buchberger (1934–2024) – czechosłowacki konstruktor i kierowca wyścigowy.

## Biografia
Ścigał się w barwach ARC Brno. Rywalizował pojazdami własnej konstrukcji, którym nadawał nazwę Drak, pomagał również budować samochody dla innych kierowców – m.in. Vladimíra Valenty. Draki ważyły 400 kg i były napędzane silnikami Wartburg R3 o mocy 80 KM. W Czechosłowackiej Formule 3 Buchberger zadebiutował w 1964 roku podczas rundy w Brnie, której nie ukończył. Ścigał się wówczas pojazdem Drak I. Najlepszym rezultatem tego roku było szóste miejsce w Jiczynie. W sezonie 1965 Buchberger był drugi w wyścigu w Brnie. W 1966 roku wystartował Wartburgiem 311 w wyścigu 6h Brna, którego jednak nie ukończył. Również od 1966 roku korzystał z Draka II. Zajął nim czwarte miejsce w Štramberku i szóste w Jiczynie. W sezonie 1967 ukończył na trzecim miejscu wyścig w Brnie (za Jaroslavem Bobkiem i Miroslavem Fouskiem). W roku 1968 rozpoczął korzystanie z Draka III. W międzynarodowym wyścigu w Brnie był piętnasty (zwyciężył Reine Wisell), wystartował również w zawodach w Bernau (dziewiąte miejsce). W 1969 roku ponownie był dziewiąty w Bernau.